# Sin tu mirada
Sin tu mirada  est une telenovela mexicaine diffusée entre le 13 novembre 2017 et le 15 avril 2018 sur Las Estrellas,

## Distribution
- Claudia Martín : Marina Ríos Zepahua / Marina Ocaranza Arzuaga
- Osvaldo de León : Luis Ocaranza
- Ana Martín : Angustias Gálvez
- Claudia Ramírez : Prudencia Arzuaga de Ocaranza
- Eduardo Santamarina : Don Alberto Ocaranza
- Luz Elena González : Susana Balmaceda Vda. de Villoslada
- Carlos de la Mota : Isauro Sotero Coronel
- Cecilia Toussaint : Damiana Ríos Zepahua
- Scarlet Gruber : Vanessa Villoslada Balmaceda
- Candela Márquez : Lucrecia Urtija
- Luis Bayardo : Toribio
- Juan Martín Jáuregui : Ricardo Bazán
- Ignacio Guadalupe : Baldomero Quezada
- Sergio Reynoso : Margarito Prieto
- Pablo Bracho : Zacarías Barrientos
- Alejandra Jurado : Ramona López
- Emmanuel Orenday : Paulino Prieto Torres
- Ilse Ikeda : Yolanda Prieto Torres
- Edgar Iván Delgado : Erasmo
- Paulina de Labra : Hortensia
- Francisco Avendaño : Fernando Muñoz
- Óscar Medellín : Erick Muñoz González Baena de Montesinos
- Fernando Robles : Nicanor
- Catalina López : Eulalia Hernández Ortega
- Pilar Padilla : Angustias Gálvez (jeune)
- Christopher Aguilasocho : Luis Alberto Ocaranza (jeune)
- Adriana Llabres : Damiana Ríos Zepahua (jeune)
- Irantzu Herrero : Prudencia Arzuaga de Ocaranza (jeune)
- Frank Medellín : Margarito Prieto (jeune)
- Isela Vega : Dominga Zepahua

## Diffusion
- Las Estrellas (2017-2018)

### Sources
- (en) Cet article est partiellement ou en totalité issu de l’article de Wikipédia en anglais intitulé « Sin tu mirada » (voir la liste des auteurs).